# Cathy J. Cohen
Cathy J. Cohen (nascuda 1962) és una politòloga, assagista, feminista i activista social afroamericana estatunidenca que ha treballat sobretot sobre l'experiència afroamericana en la política des de la perspectiva de la interseccionalitat. És professora de ciències polítiques del Col·legi de Ciències Polítiques de la Universitat de Chicago. Entre el 2002 i el 2005 fou directora del Centre d'Estudis de la Raça.

## Infància, joventut i educació
Va rebre el batxillerat en arts a la Universitat de Miami i a la Universitat de Michigan. El 1993 va començar la seva carrera acadèmica a la universitat Yale. El 2002 començà a treballar a la Universitat de Chicago.

## Carrera i impacte
Cohen escriu sovint sobre gènere, sexualitat, classe, etnicitat i la seva interrelació amb el poder. Es posiciona en una generació d'intel·lectuals d'esquerres que treballen per tenir una influència en la política pública i social en les vides dels grups marginalitzats de manera positiva. Cohen, una lesbiana negra, és la investigadora principal del Projecte de Joventut Negre, una enquesta nacional que s'enfoca en els factors que influeixen la decisió i normes dels joves negres i té es focalitza en entendre com els joves negres senten els canvis polítics que els impacten. Cohen és l'autora d'obres com Democracy Remixed: Black Youth and The Future of American Politics, Boundaries of Blackness. AIDS and the Breakdown of Black Politics i Punks, Bulldaggers and Welfare Queens: The Radical Potential of Queer Politics. Cohen també és co-editora amb Kathleen Jones i Joan Tronton de l'obra Women Transforming Politics: An Alternative Reader. També és membre del Kitchen Table: Women of Color Press i del Centre d'Estudis sobre gais i lesbianes de la Universitat de la Ciutat de Nova York.
El seu llibre Boundaries of Blackness: AIDS and the Breakdown of Black Politics tracta sobre l'afectació del sida en la comunitat negra dels Estats Units.
En Democracy Remixed: Black Youth and The Future of American Politics, Cohen utilitza les entrevistes del projecte dels joves negres per proveir una descripció detallada d'allò que volen, com entenen els canvis interseccionals de l'oportunitat i la discriminació i com es pot començar a ajudar a transformar les experiències de la vida dels joves afroamericans.
Cohen és una de les membres fundadores del Projecte Audre Lorde que pretén proveir d'una adequada representació, benestar comunitari i justícia social i econòmica per les comunitats LGTB. Cohen és activa en diverses organitzacions que treballen a favor de la justícia social; ha moderat la conferència de 2010 del Centre de la Recerca aplicada i ha servit coma secretària de l'Associació de Ciències Polítiques Estatunidenca. Cohen també ha estat membre del Congrés Radical Negre, del African American women in Defense of Ourselves i de l'United Coalition Against Racism. Actualment és directiva de la Fundació Arcus i de la Universitat de Chicago.

## Obres notables

### “Punks, Bulldaggers, and Welfare Queens: The Radical Potential of Queer Politics?” (1997)
En “Punks, Bulldaggers, i Reines de Benestar: El potencial radical de la Queer”, Cohen tracta sobre la teoria queer en un marc d'opressió. Argumenta que aquesta opressió reforça el marc binari entre queer/no-queer que crea una categoria per identificar que desafii la heteronormativitat. Per heteronormativitat, Cohen es refereix a les pràctiques i institucions que legitimitzen el privilegi de l'heterosexualitat ja que són considerades com naturals per la socitat. L'heteronormativitat és el poder de normalitzar el poder de la política queer.

### “The Radical Potential of Queer? Twent Years Later” (2019)
En “El Potencial Radical dels Queer? Vint Anys després”, Cohen va sobre la crisis del VIH provocada per les polítiques i ideologies neolliberals que van implementar Reagan i Clinton. L'article s'enfoca sobretot en reescriure la història de les comunitats gais negres després de la crisi del VIH. Argumenta que cal recordar que aquestes comunitats van rebre terrorisme d'estat i atacs de la política de la respectabilitat.

## Premis i honors
Ha rebut nombrosos premis com el premi Robert Wood Johnson Investigator i la beca de recerca en polítiques de salut Robert Wood Johnson Scholars.
Cohen ha tingut dues beques de recerca de la Ford Foundation per la seva feina com investigadora principal del Projecte de Joventut Negre i el projecte de Mobilització, Canvi i Compromís Polític i Cívic. Cohen ha participat en consells nacionals i locals i és co-editora amb Frederick Harris de la sèrie de llibres d'Oxford University Press titulada "Transgressing Boundaries: Studies in Black Politics and Black Communities".
El 2004 va guanyar el premi Race, Polítics and Adolescent Health: Understanding the Health Attitudes and Behaviors of African American Youth. El mateix any va ser entrevistada pel projecte de feminisme global, que és un arxiu d'històries orals de dones activistes i acadèmiques.
El 2013, Cohen fer la Conferència commemorativa Martin Luther King Jr. titulada "Martin Luther King Jr. in the Age of Obama: Building a New Movement for the 21st Century", a la Universitat Gustavus Adolphus.